# ولز فارگو سنتر سالت‌لیک‌سیتی
ولز فارگو سنتر سالت‌لیک‌سیتی، (به انگلیسی: Wells Fargo Center) آسمان‌خراش ۲۴ طبقه به ارتفاع ۱۲۱ متر، با کاربری اداری-تجاری است، که در شهر سالت‌لیک‌سیتی، یوتا، ایالات متحده آمریکا مستقر می‌باشد. پروژه ساخت این ساختمان در سال ۱۹۹۶ آغاز شد و در سال ۱۹۹۸ تکمیل و افتتاح گردید. شعبه مرکزی ولز فارگو ایالت یوتا در این ساختمان مستقر می‌باشد.